# カザン (調理器具)

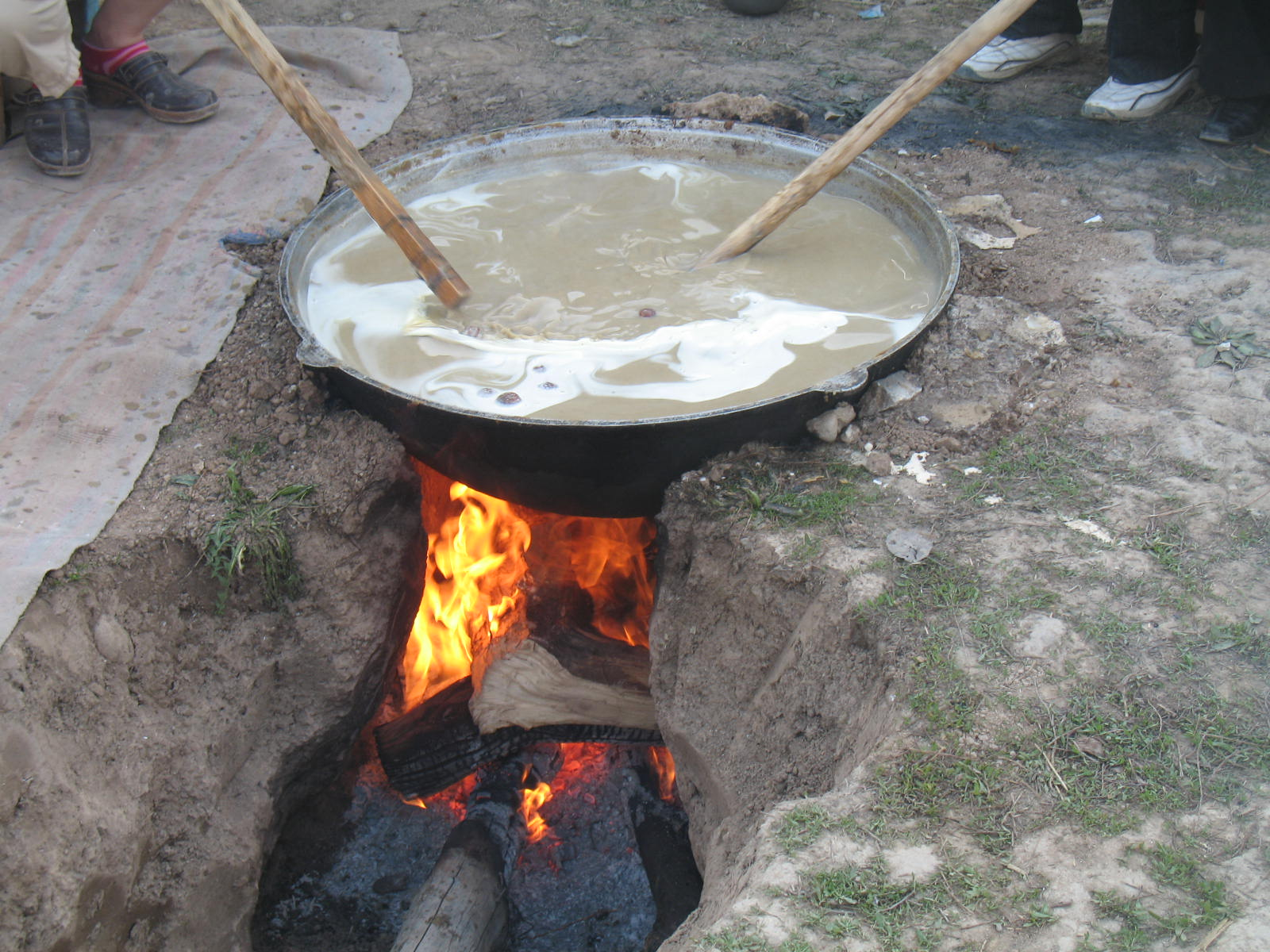
土中に設置した竈でカザンを用いてスマラクを作る様子

カザン（アルメニア語: ղազան, 発音 [ʁɑzɑn]; ウズベク語: qozon, 発音 [qɒzɒ́n]; カザフ語: қазан [qɑzɑ́n]; キルギス語: казан [qɑzɑ́n]; トルコ語: Kazan; ロシア語: казан; ルーマニア語: cazan; アルバニア語: kazan）は中央アジアとロシアで主に使用される鍋である。カザンは他地域の釜、ボイラー、ダッチオーブンに相当する役割を果たす。カザンには様々な大きさのものがあり、 容量を付加して「50Lカザン」というように呼ばれることも多い。カザンは様々な調理用途に使用され、プロフ、スマラク、シュルパ、ケスメ、バウルサクなどを作る際に使用される。カザンは結婚式などの慶事で数多くの賓客が訪れるなど、大量に食事を準備しなければならない状況では必須の調理器具である。

## 概要
カザンは火にかける際にも様々な方法が存在する。金属のフレームの上で調理する場合もあるが、その他にも 、カザンがすっぽりと地面へと収まらない程度の幅の穴を掘ってカザンを置き、穴の部分に炭で火をおこして調理することもある（特に大型のカザンに多い）。穴は縦幅が広く、カザンに覆われていない部分から空気が十分に中に入る設計で作成される。小型のカザンは通常のガス調理器で使用されることもあるが、この際カザンを載せても安定して調理を行うことができるように特別に設計された熱を伝える鉄片を使用することが多い。

## ギャラリー

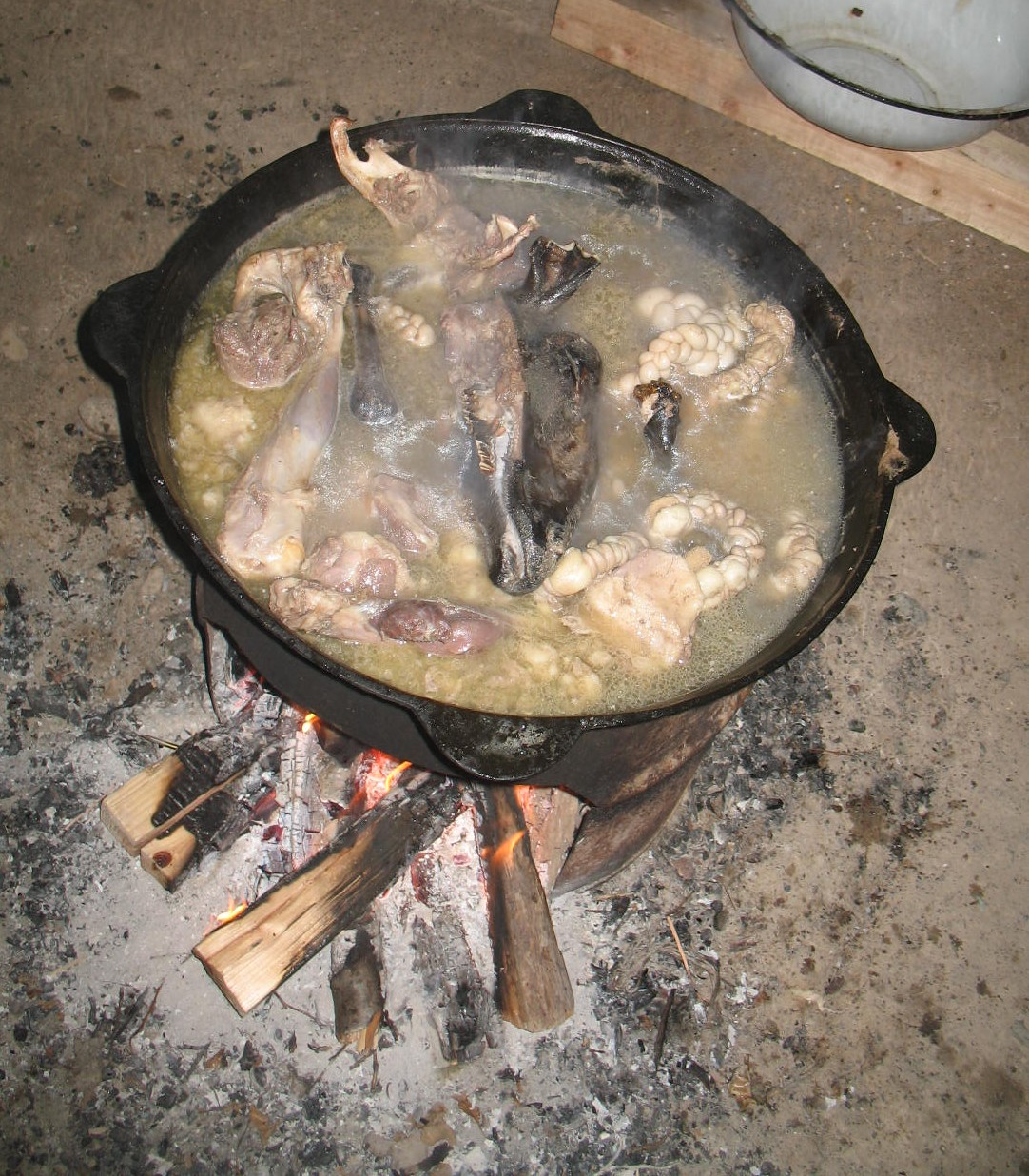
キルギスでカザンを用いてショルバを作る様子
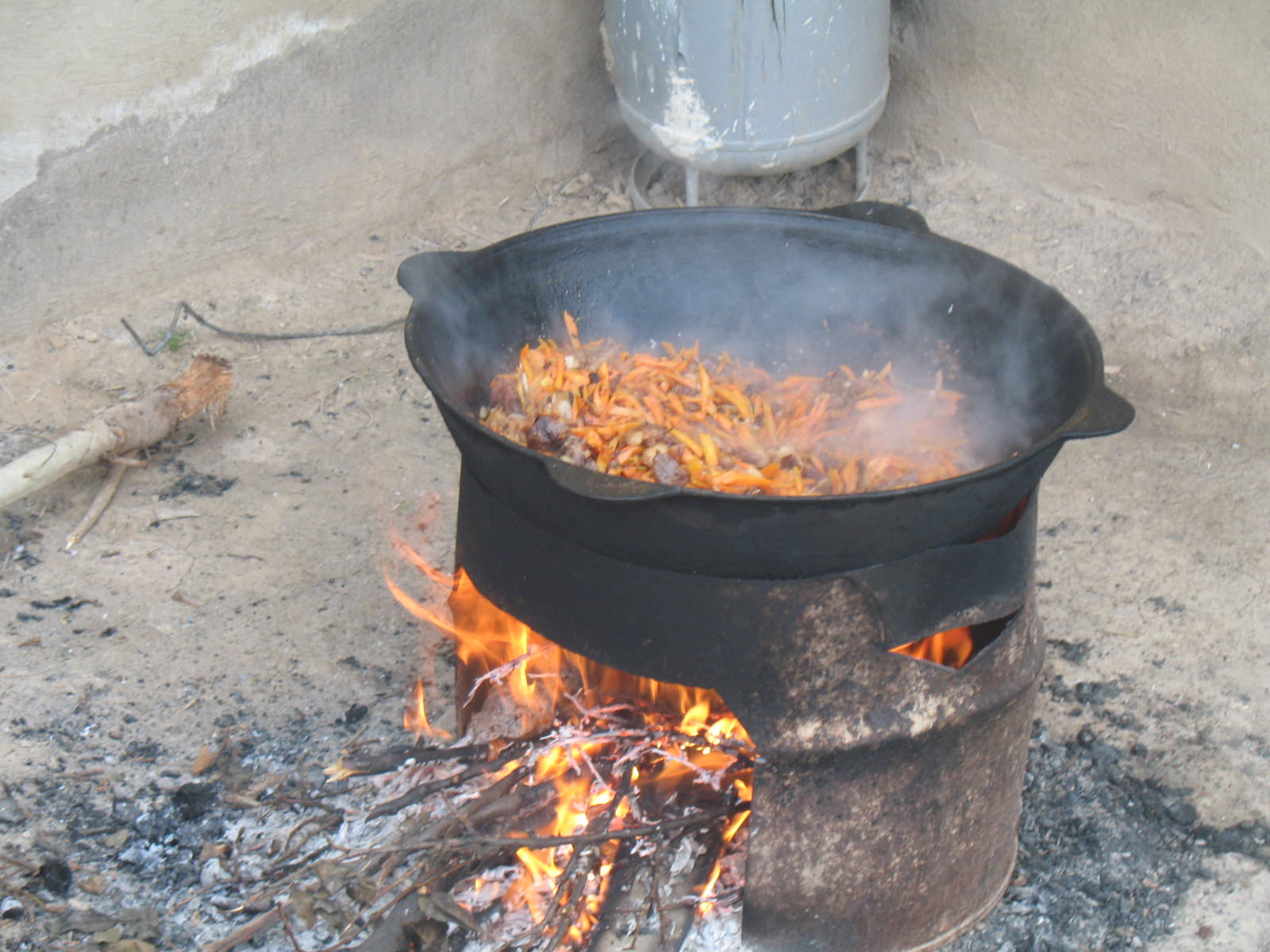
金属フレームの上で火にかけたカザンを用いてプロフを作る様子
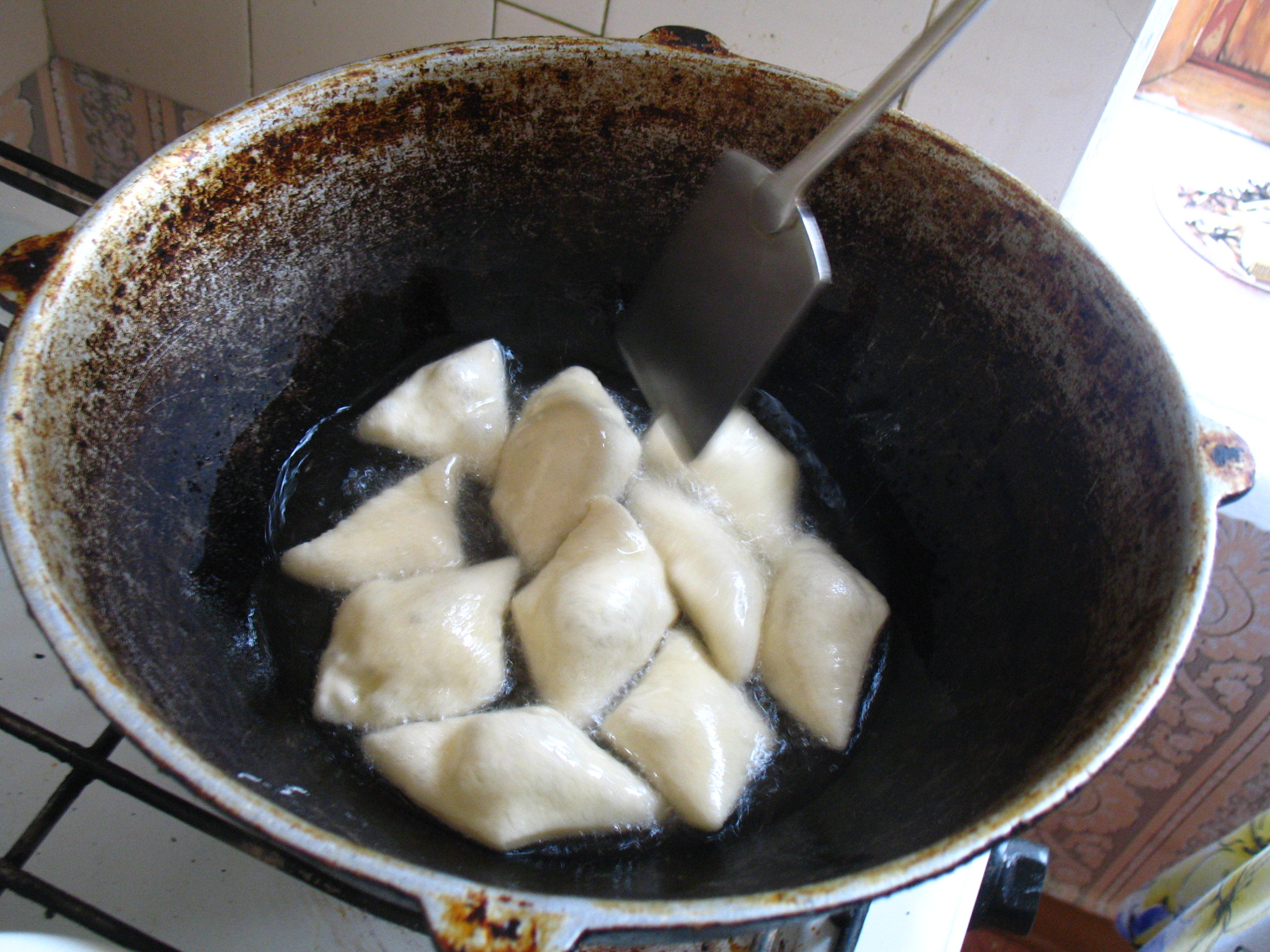
キルギスでカザンを用いてボールトソグを作る様子
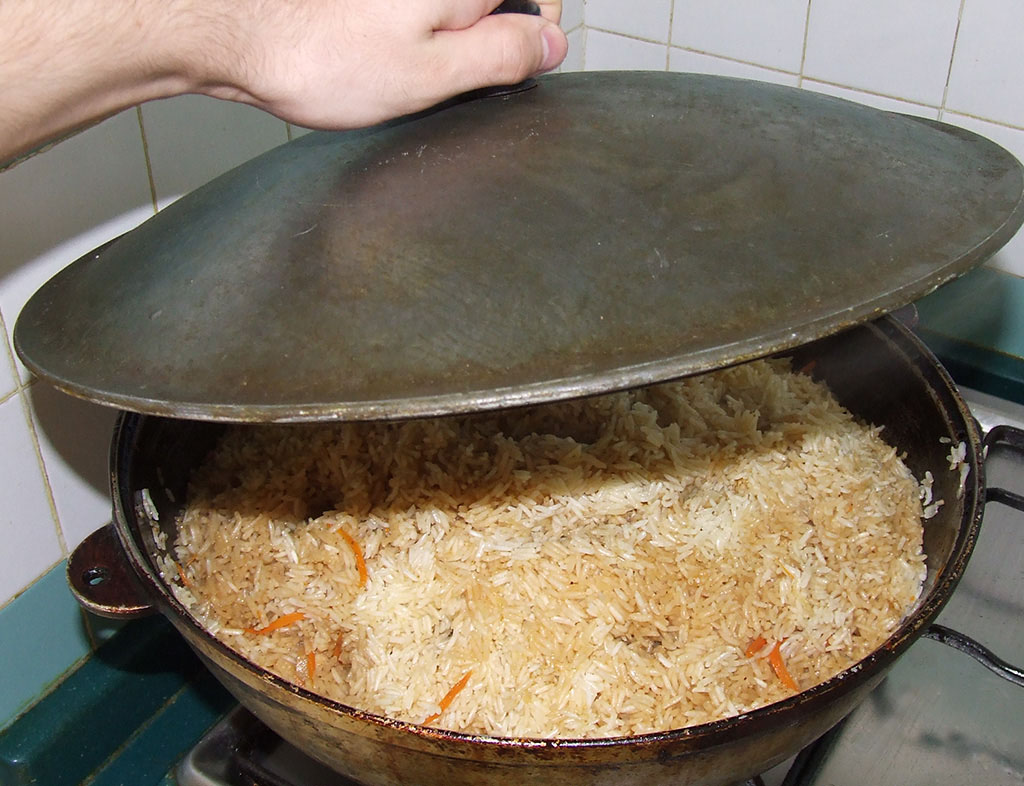
カザンを用いてプロフを作る様子